# Полоскин, Борис Павлович
Борис Павлович Полоскин (18 февраля 1932, Ленинград — 17 ноября 2018, Санкт-Петербург) — советский и российский автор и исполнитель песен, поэт, прозаик, кандидат физико-математических наук, мастер спорта СССР по туризму (1957), судья всесоюзной категории.

## Биография
Родился 18 февраля 1932 года в Ленинграде в семье рабочего. Мать была из крестьян. Отец погиб ещё в Финскую кампанию. Во время Отечественной войны Борис с братом Толей были эвакуированы. Мать осталась в блокадном Ленинграде.
После Победы вернулся в Ленинград и через месяц был определён в 1-ю Ленинградскую школу военно-музыкантских воспитанников в класс кларнета. Занимался также в школьном литературном кружке.
В 1948 году после окончания военной школы гвардии рядовой кларнетист досрочной службы Борис Полоскин поступил в вечернюю школу рабочей молодежи в девятый класс, окончил её с серебряной медалью и в 1950 году стал студентом Ленинградского Политехнического института имени М. И. Калинина.
В 1956 году окончил институт по специальности «инженер-исследователь». Кандидат физико-математических наук. Работал в Физико-техническом институте им. А. Ф. Иоффе, доцентом в Санкт-Петербургской Академии методов и техники управления и в «Военмехе».
Хобби — спортивный туризм, охота, садоводство. Мастер спорта СССР по туризму. Представлял общество «Буревестник». Судья всесоюзной категории, старший инструктор-методист по водному туризму. Заслуженный путешественник России. Автор ряда методических работ по технике туризма. Вёл передачи «Телевизионный клуб „Турист“» на Ленинградском телевидении.
Скончался 17 ноября 2018 года в Санкт-Петербурге после тяжёлой болезни.

## Авторская песня
Во время учёбы в институте ездил в студенческие отряды, познакомился там со студенческими песнями. Участвовал в художественной самодеятельности. Стал петь на студенческих вечерах под аккомпанемент аккордеона, на котором играл товарищ Б. Полоскина по студенческой скамье, а в дальнейшем — по туристским походам, соавтор его песен, коллега Олег Щербинин. Затем к дуэту присоединился Юрий Ильменков с гитарой, и сложился ансамбль: Борис солировал, Юрий аккомпанировал на гитаре и пел вторым голосом, Олег аккомпанировал на аккордеоне и вёл партию третьего голоса. В таком составе выступали много лет, а после окончания института пели уже свои песни на радио и телевидении.
В 1967 в составе творческой молодёжи Ленинграда был в ГДР.
Б. Полоскин играл на семиструнной гитаре. Песни писал с 1956 г. преимущественно на свои стихи, а также на стихи М. Агашиной, А. Азизова, А. Саджая, Н. Кончаловской, Р. Гамзатова, Н. Слепаковой и других поэтов. Первая песня «Таёжная».
В последние годы писал прозу. Рассказы и повести публикуются в периодических изданиях.
Лауреат конкурсов туристской песни I и III Всесоюзных слётов победителей походов по местам боевой славы (Брест, 1965 и Ленинград, 1967, песня «Музыка ждёт»), I Всесоюзного конкурса туристской песни в Москве в 1965 г (песня «Что делать с печалью»). Член жюри III-го и последующих Грушинских фестивалей, а также Северо-западных фестивалей в Сосновом Бору, на Соловецких островах и ряда других. Член клуба песни «Восток» со дня его образования.

## Дискография
- Аудиодиски:
  - «… Как ветерок по полю ржи», СПб-студия, з/р Г. Любимов, М. Крыжановский, 2002.
  - «С дымком», з/р А. Александров, 2003.
  - «Если знаешь песню, ты её мне спой», с аранжировкой, з/р С. Ильин, 2003.
  - «Голос из шестидесятых», запись 1965 года, Н. Курчев, з/р А. Александров, 2004.
  - «Осенняя радуга» с участием Ольги Гончаровой, з/р А. Александров, 2007.
  - «Музыка ждёт» (МП3 коллекция), изд. РМГ Рекордз, В. Должанский, 2007.
- Аудиокассеты:
  - «Я люблю», изд. фирма «Каравелла», Б. Непомнящий , 1995.
  - «Берестяная грамота», изд. клуб «Восток», З. Рудер, 1997.
  - «С дымком», з/р А. Александров, 2003.
  - «Если знаешь песню, ты её мне спой», с аранжировкой, С. Ильин, 2003.
- Пластинки:
  - «…Как ветерок по полю ржи», фирма «Мелодия», з/р Г. Любимов, М. Крыжановский, 1989.

## Песни
Наиболее известные песни:
- «Прошли и вдоль, и поперёк…» («Музыка ждёт»)
- «Я люблю» (подражание и стилизация песни Жоэля Ольмеса «La vie s’en va»[2][3])
- «Знаком нам вид вокзального перрона…»
- «И кто его знает, откуда взялись…»
- «Как будто бы назло…»
- «Мы уезжаем в пригород…»
- «Надо мною летят журавли…»
- «О, Женщина!..»
- «Пахать Россию просто вроде…»
- «Пускай простят тебя берёзы…»
- «Распечатать печать легко…»
- «Скорбь облетевших тополей…»
- «Слушай, ты умеешь жадно слушать пенье…» («Жажда»)
- «Ходит грустный медведь…»
- «Что бабам делать в переделке?..»
- «Я на острове живу…»

## Публикации
- Полоскин Б. П. «Надежды и отчаяния». — СПб, «Бояныч», 2002. — 112 с. — ISBN 5-7199-0133-7.
- Полоскин Б. П. «Музыкальные истории: рассказы, очерки, песни». — СПб, «Бояныч», 2006. — 504 с. — ISBN 5-7199-0275-9.
- Полоскин Б. П. «Законы реки: речная лоция». — СПб, «Бояныч», 2008. — 204 с. — ISBN 978-5-7199-0327-9.
- Полоскин Б. П. «За убегающим горизонтом: рассказы, очерки, песни». — СПб: Бояныч, 2003, 148 с., ил. ISBN 5-7199-0177-9.
- Полоскин Б. П. «Запишем песню: музыкальная грамота для бардов», 2-е изд. — СПб., Бояныч, 2005. 148 с. ISBN 5-7199-0210-4.

Стихи, песни Б. П. Полоскина, рассказы о нём также есть в книгах:
- «От костра к микрофону. Из истории самодеятельной песни в Ленинграде». — СПб: «Респекс», 1996. — 528 с. — ISBN 5-7345-0072-0.
- «Грушинский: фестивальная летопись 1968—2000 гг.». — Сост. В. Шабанов. — СПб: «Бояныч», «Лицей», 2001. — 400 с. ISBN 5-7199-0130-2, ISBN 5-8452-0258-2.
- «Берег надежд. Песни ленинградских авторов. 1950—1960-е годы». — Сост. А. Левитан, М. Левитан. — СПб: «Бояныч», 2002. — 448 с. — ISBN 5-7199-0153-1.
- «Поющая душа. Песни ленинградских авторов. 1970-е годы.» — СПб: Всерусскій соборъ, 2008. — 864 с. — ISBN 978-5-903097-23-4.